# Liste des maires des grandes villes des États-Unis
Cette page dresse la liste des maires actuels des grandes villes des États-Unis.

## Liste des maires
| Ville               | État                  | Nom                                    | Parti         | Depuis le         |
| ------------------- | --------------------- | -------------------------------------- | ------------- | ----------------- |
| Agana               | Guam                  | Michael Gumataotao                     | Républicain   | 4 janvier 2025    |
| Akron               | Ohio                  | Shammas Malik (en)                     | Démocrate     | 1er janvier 2024  |
| Albany              | État de New York      | Kathy Sheehan                          | Démocrate     | 1er janvier 2014  |
| Albuquerque         | Nouveau-Mexique       | Tim Keller (en)                        | Démocrate     | 1er décembre 2017 |
| Anaheim             | Californie            | Ashleigh Aitken (en)                   | Démocrate     | 6 décembre 2022   |
| Anchorage           | Alaska                | Suzanne LaFrance (en)                  | Indépendante  | 1er juillet 2024  |
| Annapolis           | Maryland              | Gavin Buckley (en)                     | Démocrate     | 7 décembre 2017   |
| Arlington           | Texas                 | Jim Ross                               |               | 29 juin 2021      |
| Atlanta             | Géorgie               | Andre Dickens (en)                     | Démocrate     | 3 janvier 2022    |
| Austin              | Texas                 | Kirk Watson (en)                       | Démocrate     | 6 janvier 2023    |
| Bakersfield         | Californie            | Karen Goh (en)                         | Républicain   | 3 janvier 2017    |
| Baltimore           | Maryland              | Brandon Scott (en)                     | Démocrate     | 8 décembre 2020   |
| Baton Rouge         | Louisiane             | Sid Edwards (en)                       | Républicain   | 2 janvier 2025    |
| Billings            | Montana               | Bill Cole (en)                         |               | 4 janvier 2018    |
| Birmingham          | Alabama               | Randall Woodfin                        | Démocrate     | 28 novembre 2017  |
| Bismarck            | Dakota du Nord        | Mike Schmitz (en)                      |               | 28 juin 2022      |
| Boise               | Idaho                 | Lauren McLean (en)                     | Démocrate     | 7 janvier 2020    |
| Boston              | Massachusetts         | Michelle Wu                            | Démocrate     | 16 novembre 2021  |
| Buffalo             | État de New York      | Christopher Scanlon (en)               | Démocrate     | 15 octobre 2024   |
| Charleston          | Caroline du Sud       | William S. Cogswell Jr. (en)           | Républicain   | 8 janvier 2024    |
| Charleston          | Virginie-Occidentale  | Amy Shuler Goodwin (en)                | Démocrate     | 7 janvier 2019    |
| Charlotte           | Caroline du Nord      | Vi Lyles (en)                          | Démocrate     | 4 décembre 2017   |
| Chicago             | Illinois              | Brandon Johnson                        | Démocrate     | 15 mai 2023       |
| Cincinnati          | Ohio                  | Aftab Pureval                          | Démocrate     | 4 janvier 2022    |
| Cleveland           | Ohio                  | Justin Bibb (en)                       | Démocrate     | 3 janvier 2022    |
| Colorado Springs    | Colorado              | Yemi Mobolade (en)                     | Indépendant   | 6 juin 2023       |
| Columbus            | Ohio                  | Andrew Ginther (en)                    | Démocrate     | 1er janvier 2016  |
| Corpus Christi      | Texas                 | Paulette Guajardo                      | Indépendante  | 12 janvier 2021   |
| Dallas              | Texas                 | Eric Johnson                           | Démocrate     | 17 juin 2019      |
| Denver              | Colorado              | Mike Johnston                          | Démocrate     | 17 juillet 2023   |
| Des Moines          | Iowa                  | Connie Boesen (en)                     | Démocrate     | 2 janvier 2024    |
| Détroit             | Michigan              | Mike Duggan                            | Démocrate     | 1er janvier 2014  |
| El Paso             | Texas                 | Renard Johnson (en)                    | Démocrate     | 6 janvier 2025    |
| Fort Wayne          | Indiana               | Sharon Tucker (en)                     | Démocrate     | 23 avril 2024     |
| Fort Worth          | Texas                 | Mattie Parker (en)                     | Républicaine  | 15 juin 2021      |
| Fresno              | Californie            | Jerry Dyer (en)                        | Républicain   | 5 janvier 2021    |
| Harrisburg          | Pennsylvanie          | Wanda Williams (en)                    | Démocrate     | 3 janvier 2022    |
| Hartford            | Connecticut           | Arunan Arulampalam (en)                | Démocrate     | 1er janvier 2024  |
| Honolulu            | Hawaï                 | Rick Blangiardi (en)                   | Indépendant   | 2 janvier 2021    |
| Houston             | Texas                 | John Whitmire (en)                     | Démocrate     | 1er janvier 2024  |
| Indianapolis        | Indiana               | Joe Hogsett                            | Démocrate     | 1er janvier 2016  |
| Jackson             | Mississippi           | Chokwe Antar Lumumba (en)              | Démocrate     | 3 juillet 2017    |
| Jacksonville        | Floride               | Donna Deegan (en)                      | Démocrate     | 1er juillet 2023  |
| Jersey City         | New Jersey            | Steven Fulop (en)                      | Démocrate     | 1er juillet 2013  |
| Juneau              | Alaska                | Beth Weldon                            |               | 15 octobre 2018   |
| Kansas City         | Kansas                | Tyrone Garner                          | Démocrate     | 13 décembre 2021  |
| Kansas City         | Missouri              | Quinton Lucas (en)                     | Démocrate     | 1er août 2019     |
| Las Vegas           | Nevada                | Shelley Berkley                        | Démocrate     | 4 décembre 2024   |
| Lincoln             | Nebraska              | Leirion Gaylor Baird (en)              | Démocrate     | 20 mai 2019       |
| Long Beach          | Californie            | Rex Richardson (en)                    | Démocrate     | 20 décembre 2022  |
| Los Angeles         | Californie            | Karen Bass                             | Démocrate     | 11 décembre 2022  |
| Louisville          | Kentucky              | Craig Greenberg (en)                   | Démocrate     | 2 janvier 2023    |
| Madison             | Wisconsin             | Satya Rhodes-Conway (en)               | Démocrate     | 16 avril 2019     |
| Manchester          | New Hampshire         | Jay Ruais (en)                         | Républicain   | 2 janvier 2024    |
| Memphis             | Tennessee             | Paul Young (en)                        | Démocrate     | 1er janvier 2024  |
| Mesa                | Arizona               | Mark Freeman (en)                      | Républicain   | 7 janvier 2025    |
| Miami               | Floride               | Francis X. Suarez                      | Républicain   | 15 novembre 2017  |
| Miami               | Floride               | Daniella Levine Cava (en) (Miami-Dade) | Démocrate     | 17 novembre 2020  |
| Milwaukee           | Wisconsin             | Cavalier Johnson (en)                  | Démocrate     | 22 décembre 2021  |
| Minneapolis         | Minnesota             | Jacob Frey                             | Démocrate     | 2 janvier 2018    |
| Mobile              | Alabama               | Sandy Stimpson (en)                    | Républicain   | 4 novembre 2013   |
| Montgomery          | Alabama               | Steven Reed (en)                       | Démocrate     | 12 novembre 2019  |
| Nashville           | Tennessee             | Freddie O'Connell (en)                 | Démocrate     | 25 septembre 2023 |
| Newark              | New Jersey            | Ras Baraka (en)                        | Démocrate     | 1er juillet 2014  |
| New Haven           | Connecticut           | Justin Elicker (en)                    | Démocrate     | 1er janvier 2020  |
| New York            | État de New York      | Eric Adams                             | Démocrate     | 1er janvier 2022  |
| Norfolk             | Virginie              | Kenny Alexander (en)                   | Démocrate     | 1er juillet 2016  |
| La Nouvelle-Orléans | Louisiane             | LaToya Cantrell                        | Démocrate     | 7 mai 2018        |
| Oakland             | Californie            | Barbara Lee                            | Démocrate     | 20 mai 2025       |
| Oklahoma City       | Oklahoma              | David Holt (en)                        | Républicain   | 10 avril 2018     |
| Omaha               | Nebraska              | John Ewing Jr. (en)                    | Démocrate     | 9 juin 2025       |
| Orlando             | Floride               | Buddy Dyer (en)                        | Démocrate     | 1er mars 2003     |
| Philadelphie        | Pennsylvanie          | Cherelle Parker                        | Démocrate     | 1er janvier 2024  |
| Phoenix             | Arizona               | Kate Gallego                           | Démocrate     | 21 mars 2019      |
| Pittsburgh          | Pennsylvanie          | Ed Gainey (en)                         | Démocrate     | 3 janvier 2022    |
| Portland            | Oregon                | Keith Wilson                           | Démocrate     | 1er janvier 2025  |
| Providence          | Rhode Island          | Brett Smiley (en)                      | Démocrate     | 2 janvier 2023    |
| Raleigh             | Caroline du Nord      | Janet Cowell (en)                      | Démocrate     | 2 décembre 2024   |
| Richmond            | Virginie              | Danny Avula (en)                       | Démocrate     | 1er janvier 2025  |
| Rochester           | État de New York      | Malik Evans (en)                       | Démocrate     | 1er janvier 2022  |
| Sacramento          | Californie            | Kevin McCarty (en)                     | Démocrate     | 10 décembre 2024  |
| Saint-Louis         | Missouri              | Cara Spencer (en)                      | Démocrate     | 15 avril 2025     |
| Saint-Paul          | Minnesota             | Melvin Carter (en)                     | Démocrate     | 2 janvier 2018    |
| Saipan              | Îles-Marianne-du-Nord | David Mundo Apatang                    |               | 12 janvier 2015   |
| Salt Lake City      | Utah                  | Erin Mendenhall                        | Démocrate     | 6 janvier 2020    |
| San Antonio         | Texas                 | Gina Ortiz Jones                       | Démocrate     | 18 juin 2025      |
| San Diego           | Californie            | Todd Gloria                            | Démocrate     | 10 décembre 2020  |
| San Francisco       | Californie            | London Breed                           | Démocrate     | 11 juillet 2018   |
| San José            | Californie            | Matt Mahan (en)                        | Démocrate     | 1er janvier 2023  |
| San Juan            | Porto Rico            | Miguel Romero (en)                     |               | 11 janvier 2021   |
| Santa Fe            | Nouveau-Mexique       | Alan Webber (en)                       | Démocrate     | 12 mars 2018      |
| Savannah            | Géorgie               | Van R. Johnson (en)                    | Démocrate     | 1er janvier 2020  |
| Seattle             | État de Washington    | Bruce Harrell (en)                     | Démocrate     | 1er janvier 2022  |
| Shreveport          | Louisiane             | Ollie Tyler                            |               | 27 décembre 2014  |
| Syracuse            | État de New York      | Ben Walsh (en)                         | Indépendant   | 1er janvier 2018  |
| Tallahassee         | Floride               | John E. Dailey (en)                    | Démocrate     | 19 novembre 2018  |
| Tampa               | Floride               | Jane Castor (en)                       | Démocrate     | 1er mai 2019      |
| Toledo              | Ohio                  | Wade Kapszukiewicz (en)                | Démocrate     | 2 janvier 2018    |
| Topeka              | Kansas                | Mike Padilla (en)                      | Démocrate     | 4 janvier 2022    |
| Trenton             | New Jersey            | Reed Gusciora (en)                     | Démocrate     | 1er juillet 2018  |
| Tucson              | Arizona               | Regina Romero (en)                     | Démocrate     | 2 décembre 2019   |
| Tulsa               | Oklahoma              | Monroe Nichols (en)                    | Démocrate     | 2 décembre 2024   |
| Virginia Beach      | Virginie              | Bobby Dyer (en)                        | Républicain   | 20 novembre 2018  |
| Washington          | District de Columbia  | Muriel Bowser                          | Démocrate     | 2 janvier 2015    |
| Wichita             | Kansas                | Lily Wu (en)                           | Libertarienne | 8 janvier 2024    |